# Distretto di Dosolo
Il distretto di Dosolo era il nome di un distretto progettato dal governo giacobino della Repubblica Cisalpina nel dipartimento dell'Alto Po. Come molti enti simili, non trovò piena applicazione a causa del caotico periodo rivoluzionario in cui fu ideato, e venne soppresso dopo solo un anno a causa di nuovi rivolgimenti politici.

## Storia
La Costituzione della Repubblica Cisalpina progettò un nuovo ordinamento degli enti locali lombardi, partendo dal presupposto di una nuova geografia basata su una razionalizzazione illuministica anziché sui retaggi di secoli di storia. La funzione dei distretti sarebbe divenuto quello di svolgere le più alte funzioni municipali nelle aree di notevole parcellizzazione comunale.
Il distretto in oggetto venne classificato col numero 7.
Definito dalla legge 6 germinale anno VI, l'ente non riuscì ad avere una vera applicazione, poiché pochi mesi dopo il golpe militare riversò il governo giacobino sostituendolo con uno più finalizzato ad ottenere risparmi per la guerra. Il distretto, ritenuto troppo piccolo, venne subito cancellato a favore di circoscrizioni più ampie.

## Territorio
Il territorio del distretto si basava su una porzione della provincia di Mantova.